# Bistum M’banza Kongo
Das Bistum M’banza Kongo (lateinisch Dioecesis Mbanzacongensis, portugiesisch Diocese de Mbanza Congo) ist eine in Angola gelegene römisch-katholische Diözese mit Sitz in M’banza Kongo. Es umfasst die Provinz Zaire.

## Geschichte
Papst Johannes Paul II. gründete es mit der Apostolischen Konstitution Ex quo superno am 7. November 1984 aus Gebietsabtretungen des Bistums Uije und es wurde dem Erzbistum Luanda als Suffragandiözese unterstellt.

## Bischöfe von M’banza Kongo
- Afonso Nteka OFMCap (8. November 1984 – 10. August 1991, gestorben)
- Serafim Shyngo-Ya-Hombo OFMCap (29. Mai 1992 – 17. Juli 2008, zurückgetreten)
- Vicente Carlos Kiaziku OFMCap, seit dem 5. Januar 2009